# Unité urbaine de Saint-Vincent-de-Tyrosse
L'unité urbaine de Saint-Vincent-de-Tyrosse est une unité urbaine française centrée sur les communes de Saint-Vincent-de-Tyrosse et Seignosse dans le département des Landes, en région Nouvelle-Aquitaine.

## Données générales
Dans le zonage réalisé par l'Insee en 1999, l'unité urbaine était composée d'une seule commune.
Dans le zonage réalisé en 2010, l'unité urbaine était composée de quatre communes, les communes de Saubion, Seignosse et Tosse ayant été ajoutées au périmètre.
Dans le nouveau zonage réalisé en 2020, elle est composée des quatre mêmes communes.
En 2022, avec 17 226 habitants, elle représente la 3e unité urbaine du département des Landes et occupe le 30e rang dans la région Nouvelle-Aquitaine.
En 2021, sa densité de population s'élève à 208 hab/km2. Par sa superficie, elle représente 0,88 % du territoire départemental mais, par sa population, elle regroupe 4,02 % de la population du département des Landes.

## Composition 2020 de l'unité urbaine
Elle est composée des quatre communes suivantes :
| Nom                      | Code Insee | Département | Statut       | Superficie (km2) | Population (dernière pop. légale) | Densité (hab./km2) | Modifier                                    |
| ------------------------ | ---------- | ----------- | ------------ | ---------------- | --------------------------------- | ------------------ | ------------------------------------------- |
| Saint-Vincent-de-Tyrosse | 40284      | Landes      | ville-centre | 20,98            | 8 051 (2022)                      | 384                | modifier les données · modifier les données |
| Seignosse                | 40296      | Landes      | ville-centre | 35,09            | 3 914 (2022)                      | 112                | modifier les données · modifier les données |
| Saubion                  | 40291      | Landes      | banlieue     | 7,80             | 1 806 (2022)                      | 232                | modifier les données · modifier les données |
| Tosse                    | 40317      | Landes      | banlieue     | 17,94            | 3 455 (2022)                      | 193                | modifier les données · modifier les données |

## Évolution démographique
| 1968  | 1975  | 1982  | 1990  | 1999   | 2009   | 2014   | 2021   |
| ----- | ----- | ----- | ----- | ------ | ------ | ------ | ------ |
| 5 490 | 6 613 | 7 665 | 8 696 | 10 402 | 14 284 | 15 362 | 16 995 |

#### Données générales
- Unité urbaine en France
- Aire d'attraction d'une ville
- Liste des unités urbaines de France

#### Données démographiques en rapport avec l'unité urbaine de Saint-Vincent-de-Tyrosse
- Aire d'attraction de Saint-Vincent-de-Tyrosse
- Aire d'attraction de Capbreton
- Arrondissement de Dax

#### Données démographiques en rapport avec les Landes
- Démographie des Landes